# Grand Prix moto du Portugal 2023
Le Grand Prix moto du Portugal 2023 est la première manche du championnat du monde de vitesse moto 2023.
Cette 18e édition du Grand Prix moto du Portugal s'est déroulée du 24 mars au 26 mars sur l'Autódromo Internacional do Algarve.
Cette manche d'ouverture de saison est la première à accueillir une course sprint en MotoGP, organisée le samedi après-midi.

## Qualifications

### MotoGP
| Meilleur temps de la session |

| Pos.                                          | Num | Pilote                | Constructeur | Temps          | Temps          | Position départ | Row |
| Pos.                                          | Num | Pilote                | Constructeur | Q1             | Q2             | Position départ | Row |
| --------------------------------------------- | --- | --------------------- | ------------ | -------------- | -------------- | --------------- | --- |
| 1                                             | 93  | Marc Márquez          | Honda        | 1 min 37 s 675 | 1 min 37 s 226 | 1               | 1   |
| 2                                             | 1   | Francesco Bagnaia     | Ducati       | Qualifié en Q2 | 1 min 37 s 290 | 2               | 1   |
| 3                                             | 89  | Jorge Martín          | Ducati       | Qualifié en Q2 | 1 min 37 s 454 | 3               | 1   |
| 4                                             | 88  | Miguel Oliveira       | Aprilia      | 1 min 37 s 849 | 1 min 37 s 521 | 4               | 2   |
| 5                                             | 43  | Jack Miller           | KTM          | Qualifié en Q2 | 1 min 37 s 549 | 5               | 2   |
| 6                                             | 23  | Enea Bastianini       | Ducati       | Qualifié en Q2 | 1 min 37 s 584 | 6               | 2   |
| 7                                             | 12  | Maverick Viñales      | Aprilia      | Qualifié en Q2 | 1 min 37 s 598 | 7               | 3   |
| 8                                             | 72  | Marco Bezzecchi       | Ducati       | Qualifié en Q2 | 1 min 37 s 616 | 8               | 3   |
| 9                                             | 10  | Luca Marini           | Ducati       | Qualifié en Q2 | 1 min 37 s 622 | 9               | 3   |
| 10                                            | 5   | Johann Zarco          | Ducati       | Qualifié en Q2 | 1 min 37 s 880 | 10              | 4   |
| 11                                            | 20  | Fabio Quartararo      | Yamaha       | Qualifié en Q2 | 1 min 37 s 920 | 11              | 4   |
| 12                                            | 41  | Aleix Espargaró       | Aprilia      | Qualifié en Q2 | 1 min 38 s 136 | 12              | 4   |
| 13                                            | 73  | Álex Márquez          | Ducati       | 1 min 37 s 970 | N/A            | 13              | 5   |
| 14                                            | 36  | Joan Mir              | Honda        | 1 min 38 s 064 | N/A            | 14              | 5   |
| 15                                            | 33  | Brad Binder           | KTM          | 1 min 38 s 105 | N/A            | 15              | 5   |
| 16                                            | 42  | Álex Rins             | Honda        | 1 min 38 s 133 | N/A            | 16              | 6   |
| 17                                            | 21  | Franco Morbidelli     | Yamaha       | 1 min 38 s 335 | N/A            | 17              | 6   |
| 18                                            | 30  | Takaaki Nakagami      | Honda        | 1 min 38 s 439 | N/A            | 18              | 6   |
| 19                                            | 37  | Augusto Fernández     | KTM          | 1 min 38 s 464 | N/A            | 19              | 7   |
| 20                                            | 25  | Raúl Fernández        | Aprilia      | 1 min 38 s 492 | N/A            | 20              | 7   |
| 21                                            | 49  | Fabio Di Giannantonio | Ducati       | 1 min 38 s 778 | N/A            | 21              | 7   |
| RESULTATS OFFICIELS DES QUALIFICATIONS MOTOGP |     |                       |              |                |                |                 |     |

## Classement MotoGP

### Course sprint
| Pos                         | Num | Pilote                | Moto    | Tours | Temps/Écart     | Grille | Points |
| --------------------------- | --- | --------------------- | ------- | ----- | --------------- | ------ | ------ |
| 1                           | 63  | Francesco Bagnaia     | Ducati  | 12    | 19 min 52 s 862 | 2      | 12     |
| 2                           | 89  | Jorge Martín          | Ducati  | 12    | +0 s 307        | 3      | 9      |
| 3                           | 93  | Marc Márquez          | Honda   | 12    | +1 s 517        | 1      | 7      |
| 4                           | 43  | Jack Miller           | Ducati  | 12    | +1 s 603        | 5      | 6      |
| 5                           | 12  | Maverick Viñales      | Aprilia | 12    | +1 s 854        | 6      | 5      |
| 6                           | 41  | Aleix Espargaró       | Aprilia | 12    | +2 s 106        | 12     | 4      |
| 7                           | 88  | Miguel Oliveira       | KTM     | 12    | +2 s 940        | 4      | 3      |
| 8                           | 5   | Johann Zarco          | Ducati  | 12    | +5 s 595        | 10     | 2      |
| 9                           | 73  | Álex Márquez          | Ducati  | 12    | +5 s 711        | 13     | 1      |
| 10                          | 20  | Fabio Quartararo      | Yamaha  | 12    | +5 s 924        | 12     |        |
| 11                          | 32  | Raul Fernandez        | Aprilia | 12    | +8 s 160        | 20     |        |
| 12                          | 33  | Brad Binder           | KTM     | 12    | +8 s 384        | 15     |        |
| 13                          | 42  | Álex Rins             | Honda   | 12    | +11 s 288       | 16     |        |
| 14                          | 21  | Franco Morbidelli     | Yamaha  | 12    | +17 s 138       | 17     |        |
| 15                          | 30  | Takaaki Nakagami      | Honda   | 12    | +18 s 128       | 18     |        |
| 16                          | 49  | Fabio Di Giannantonio | Ducati  | 12    | +21 s 235       | 21     |        |
| Ab.                         | 10  | Luca Marini           | Ducati  | 10    | Chute           | 9      |        |
| Ab.                         | 23  | Enea Bastianini       | Ducati  | 10    | Chute           | 6      |        |
| Ab.                         | 72  | Marco Bezzecchi       | Ducati  | 9     | Chute           | 8      |        |
| Ab.                         | 36  | Joan Mir              | Honda   | 0     | Chute           | 14     |        |
| Ab.                         | 37  | Augusto Fernandez     | KTM     | 0     | Chute           | 19     |        |
| DNS                         | 44  | Pol Espargaró         | KTM     |       | Chute P1        | -      |        |
| (en) [PDF] Rapport officiel |     |                       |         |       |                 |        |        |

### Course principale
| Pos                         | Num | Pilote                | Moto    | Tours | Temps/Écart     | Grille | Points |
| --------------------------- | --- | --------------------- | ------- | ----- | --------------- | ------ | ------ |
| 1                           | 1   | Francesco Bagnaia     | Ducati  | 25    | 41 min 25 s 401 | 2      | 25     |
| 2                           | 12  | Maverick Viñales      | Aprilia | 25    | +0 s 687        | 7      | 20     |
| 3                           | 72  | Marco Bezzecchi       | Ducati  | 25    | +2 s 726        | 8      | 16     |
| 4                           | 5   | Johann Zarco          | Ducati  | 25    | +8 s 060        | 10     | 13     |
| 5                           | 73  | Álex Márquez          | Ducati  | 25    | +8 s 125        | 13     | 11     |
| 6                           | 33  | Brad Binder           | KTM     | 25    | +8 s 247        | 15     | 10     |
| 7                           | 43  | Jack Miller           | KTM     | 25    | +8 s 381        | 5      | 9      |
| 8                           | 20  | Fabio Quartararo      | Yamaha  | 25    | +8 s 543        | 11     | 8      |
| 9                           | 41  | Aleix Espargaró       | Aprilia | 25    | +9 s 294        | 12     | 7      |
| 10                          | 42  | Álex Rins             | Honda   | 25    | +11 s 591       | 16     | 6      |
| 11                          | 36  | Joan Mir              | Honda   | 25    | +16 s 992       | 14     | 5      |
| 12                          | 30  | Takaaki Nakagami      | Honda   | 25    | +17 s 448       | 18     | 4      |
| 13                          | 37  | Augusto Fernández     | KTM     | 25    | +21 s 723       | 19     | 3      |
| 14                          | 21  | Franco Morbidelli     | Yamaha  | 25    | +27 s 050       | 17     | 2      |
| Ab.                         | 25  | Raúl Fernández        | Aprilia | 23    | Chute           | 20     |        |
| Ab.                         | 10  | Luca Marini           | Ducati  | 21    | Chute           | 9      |        |
| Ab.                         | 89  | Jorge Martín          | Ducati  | 19    | Chute           | 3      |        |
| Ab.                         | 49  | Fabio Di Giannantonio | Ducati  | 10    | Retrait         | 21     |        |
| Ab.                         | 88  | Miguel Oliveira       | Aprilia | 2     | Chute           | 4      |        |
| Ab.                         | 93  | Marc Márquez          | Honda   | 2     | Chute           | 1      |        |
| DNS                         | 23  | Enea Bastianini       | Ducati  |       | Chute sprint    | 6      |        |
| DNS                         | 44  | Pol Espargaró         | KTM     |       | Chute P1        |        |        |
| (en) [PDF] Rapport Officiel |     |                       |         |       |                 |        |        |

## Classement Moto2
| Pos.                        | Num | Pilote                  | Moto       | Tours | Temps/Écart     | Grille | Points |
| --------------------------- | --- | ----------------------- | ---------- | ----- | --------------- | ------ | ------ |
| 1                           | 37  | Pedro Acosta            | Kalex      | 21    | 36 min 04 s 193 | 3      | 25     |
| 2                           | 40  | Arón Canet              | Kalex      | 21    | +1 s 358        | 2      | 20     |
| 3                           | 14  | Tony Arbolino           | Kalex      | 21    | +4 s 460        | 8      | 16     |
| 4                           | 12  | Filip Salač             | Kalex      | 21    | +7 s 110        | 1      | 13     |
| 5                           | 18  | Manuel González         | Kalex      | 21    | +8 s 193        | 5      | 11     |
| 6                           | 96  | Jake Dixon              | Kalex      | 21    | +9 s 146        | 12     | 10     |
| 7                           | 22  | Sam Lowes               | Kalex      | 21    | +9 s 649        | 9      | 9      |
| 8                           | 75  | Albert Arenas           | Kalex      | 21    | +12 s 270       | 7      | 8      |
| 9                           | 35  | Somkiat Chantra         | Kalex      | 21    | +13 s 941       | 13     | 7      |
| 10                          | 52  | Jeremy Alcoba           | Kalex      | 21    | +13 s 840       | 6      | 6      |
| 11                          | 13  | Celestino Vietti        | Kalex      | 21    | +14 s 086       | 4      | 5      |
| 12                          | 7   | Barry Baltus            | Kalex      | 21    | +14 s 515       | 15     | 4      |
| 13                          | 54  | Fermín Aldeguer         | Boscoscuro | 21    | +13 s 445       | 16     | 3      |
| 14                          | 16  | Joe Roberts             | Kalex      | 21    | +25 s 444       | 19     | 2      |
| 15                          | 11  | Sergio García           | Kalex      | 21    | +26 s 876       | 17     | 1      |
| 16                          | 15  | Darryn Binder           | Kalex      | 21    | +40 s 233       | 11     |        |
| 17                          | 72  | Borja Gómez             | Kalex      | 21    | +41 s 710       | 20     |        |
| 18                          | 71  | Dennis Foggia           | Kalex      | 21    | +41 s 806       | 23     |        |
| 19                          | 19  | Lorenzo Dalla Porta     | Kalex      | 21    | +42 s 116       | 21     |        |
| 20                          | 4   | Sean Dylan Kelly        | Kalex      | 21    | +42 s 141       | 24     |        |
| 21                          | 24  | Marcos Ramírez          | Forward    | 21    | +44 s 802       | 22     |        |
| 22                          | 33  | Rory Skinner            | Kalex      | 21    | +45 s 630       | 25     |        |
| 23                          | 81  | Jordi Torres            | Kalex      | 21    | +1 min 02 s 643 | 26     |        |
| Ab.                         | 21  | Alonso López            | Boscoscuro | 15    | Chute           | 14     |        |
| Ab.                         | 84  | Zonta van den Goorbergh | Kalex      | 14    | Retrait         | 18     |        |
| Ab.                         | 98  | David Sanchis           | Forward    | 5     | Retrait         | 27     |        |
| Ab.                         | 64  | Bo Bendsneyder          | Kalex      | 1     | Chute           | 10     |        |
| DNS                         | 5   | Kohta Nozane            | Kalex      |       | Chute FP2       |        |        |
| DNS                         | 17  | Álex Escrig             | Forward    |       | Chute FP2       |        |        |
| (en) [PDF] Rapport officiel |     |                         |            |       |                 |        |        |

## Classement Moto3
| Pos                         | Num | Pilote              | Moto      | Tours | Temps/Ecart     | Grille | Points |
| --------------------------- | --- | ------------------- | --------- | ----- | --------------- | ------ | ------ |
| 1                           | 96  | Daniel Holgado      | KTM       | 19    | 34 min 27 s 061 | 4      | 25     |
| 2                           | 44  | David Muñoz         | KTM       | 19    | +0 s 160        | 13     | 20     |
| 3                           | 10  | Diogo Moreira       | KTM       | 19    | +0 s 175        | 16     | 16     |
| 4                           | 99  | José Antonio Rueda  | KTM       | 19    | +0 s 206        | 2      | 13     |
| 5                           | 5   | Jaume Masià         | Honda     | 19    | +0 s 233        | 9      | 11     |
| 6                           | 71  | Ayumu Sasaki        | Husqvarna | 19    | +1 s 090        | 1      | 10     |
| 7                           | 82  | Stefano Nepa        | KTM       | 19    | +1 s 125        | 10     | 9      |
| 8                           | 43  | Xavier Artigas      | CFMoto    | 19    | +1 s 137        | 7      | 8      |
| 9                           | 66  | Joel Kelso          | CFMoto    | 19    | +1 s 268        | 3      | 7      |
| 10                          | 53  | Deniz Öncü          | KTM       | 19    | +1 s 409        | 8      | 6      |
| 11                          | 27  | Kaito Toba          | Honda     | 19    | +2 s 852        | 11     | 5      |
| 12                          | 95  | Collin Veijer       | Husqvarna | 19    | +6 s 904        | 14     | 4      |
| 13                          | 38  | David Salvador      | KTM       | 19    | +6 s 931        | 18     | 3      |
| 14                          | 24  | Tatsuki Suzuki      | Honda     | 19    | +9 s 722        | 15     | 2      |
| 15                          | 54  | Riccardo Rossi (it) | Honda     | 19    | +9 s 748        | 12     | 1      |
| 16                          | 6   | Ryusei Yamanaka     | Honda     | 19    | +9 s 771        | 17     |        |
| 17                          | 18  | Matteo Bertelle     | Honda     | 19    | +19 s 803       | 19     |        |
| 18                          | 64  | Mario Aji           | Honda     | 19    | +20 s 317       | 22     |        |
| 19                          | 55  | Romano Fenati       | Honda     | 19    | +29 s 900       | 25     |        |
| 20                          | 72  | Taiyo Furusato      | KTM       | 19    | +29 s 948       | 26     |        |
| 21                          | 70  | Joshua Whatley      | Honda     | 19    | +29 s 904       | 24     |        |
| 22                          | 63  | Syarifuddin Azman   | KTM       | 19    | +29 s 969       | 23     |        |
| 23                          | 22  | Ana Carrasco        | KTM       | 19    | +30 s 066       | 27     |        |
| Ab.                         | 48  | Iván Ortolá         | KTM       | 18    | Retrait         | 5      |        |
| Ab.                         | 80  | David Alonso        | Gas Gas   | 13    | Retrait         | 6      |        |
| Ab.                         | 7   | Filippo Farioli     | KTM       | 5     | Retrait         | 21     |        |
| Ab.                         | 19  | Scott Ogden         | Honda     | 0     | Chute           | 20     |        |
| DNS                         | 20  | Lorenzo Fellon      | KTM       |       | Retrait         | 28     |        |
| (en) [PDF] Rapport officiel |     |                     |           |       |                 |        |        |

- Lorenzo Fellon n'a pas pris le départ à cause d'une blessure à l'épaule durant le tour de formation[4].

## Classement provisoire au championnat
Seul le top 5 est représenté ici,,.

### MotoGP
| Pos. | Pilote            | Points |
| ---- | ----------------- | ------ |
| 1    | Francesco Bagnaia | 37     |
| 2    | Maverick Viñales  | 25     |
| 3    | Marco Bezzecchi   | 16     |
| 4    | Johann Zarco      | 15     |
| 5    | Jack Miller       | 15     |

| Pos. | Constructeur | Points |
| ---- | ------------ | ------ |
| 1    | Ducati       | 37     |
| 2    | Aprilia      | 25     |
| 3    | KTM          | 16     |
| 4    | Honda        | 13     |
| 5    | Yamaha       | 8      |

| Pos. | Equipe                      | Points |
| ---- | --------------------------- | ------ |
| 1    | Ducati Lenovo Team          | 37     |
| 2    | Aprilia Racing              | 36     |
| 3    | Red Bull KTM Factory Racing | 25     |
| 4    | Prima Pramac Racing         | 24     |
| 5    | Mooney VR46 Racing Team     | 16     |

### Moto2
| Pos. | Pilote          | Points |
| ---- | --------------- | ------ |
| 1    | Pedro Acosta    | 25     |
| 2    | Arón Canet      | 20     |
| 3    | Tony Arbolino   | 16     |
| 4    | Filip Salač     | 13     |
| 5    | Manuel González | 11     |

| Pos. | Constructeur | Points |
| ---- | ------------ | ------ |
| 1    | Kalex        | 25     |
| 2    | Boscoscuro   | 3      |

| Pos. | Equipe                                  | Points |
| ---- | --------------------------------------- | ------ |
| 1    | Red Bull KTM Ajo                        | 33     |
| 2    | Elf Marc VDS Racing Team                | 25     |
| 3    | Pons Wegow Los40                        | 21     |
| 4    | QJmotor Gresini Moto2                   | 19     |
| 5    | Correos Prepago Yamaha VR46 Master Camp | 11     |

### Moto3
| Pos. | Pilote             | Points |
| ---- | ------------------ | ------ |
| 1    | Daniel Holgado     | 25     |
| 2    | David Muñoz        | 20     |
| 3    | Diogo Moreira      | 16     |
| 4    | José Antonio Rueda | 13     |
| 5    | Jaume Masià        | 11     |

| Pos. | Constructeur | Points |
| ---- | ------------ | ------ |
| 1    | KTM          | 25     |
| 2    | Honda        | 11     |
| 3    | Husqvarna    | 10     |
| 4    | CFMoto       | 8      |

| Pos. | Equipe                   | Points |
| ---- | ------------------------ | ------ |
| 1    | Red Bull KTM Tech3       | 25     |
| 2    | Boé Motorsports          | 20     |
| 3    | Red Bull KTM Ajo         | 19     |
| 4    | MT Helmets – MSi         | 16     |
| 5    | CFMoto Racing Prüstel GP | 15     |